# Mödling
 (mars 2016).
Si vous disposez d'ouvrages ou d'articles de référence ou si vous connaissez des sites web de qualité traitant du thème abordé ici, merci de compléter l'article en donnant les références utiles à sa vérifiabilité et en les liant à la section « Notes et références ».
 (mars 2016).
Mödling est une municipalité autrichienne, capitale du district du même nom, située à environ 15 kilomètres au sud du centre de Vienne.

## Géographie
Mödling se situe dans la zone industrielle de Basse-Autriche. Le Mödlingbach, ruisseau qui prend sa source dans le Wienerwald, traverse la ville. Près d'Achau, il se joint au Schwechat. Les bois occupent une grande partie de la municipalité.

## Histoire
La création de la ville remonte au néolithique. Au Moyen Âge, la ville était la résidence d'une branche de la famille Babenberg, à la suite de quoi[Quand ?] elle a obtenu le surnom Babenbergerstadt ("ville des Babenberg"). Au travers des années[Quand ?], le nom de la ville a évolué de Medilihha à Medelikch, Medling, et finalement Mödling.
Le Ministère de la guerre viennois fit l'acquisition en 1896 de 18 ha de prairie au sud de la ville pour y transférer l'Académie impériale des techniques militaires. Le remboursement de l'emprunt correspondant devait s'étaler sur plus de 54 années, mais la dissolution de l'Autriche-Hongrie au traité de Trianon y mit un terme de fait. Malgré ce déficit, l'aménagement de l'école fut très profitable pour les commerces de Mödling.

## Démographie
| 1971   | 1981   | 1991   | 2001   |
| ------ | ------ | ------ | ------ |
| 18 835 | 19 276 | 20 290 | 20 405 |

Le 15 mai 2001, elle comprenait 20 400 habitants.

## Équipements
Dans le district de Mödling, qui entoure aussi Vienne, il y a probablement l'un des plus grands centres commerciaux d'Europe. Shopping City Süd (SCS) a été ouvert en 1976 et couvre une surface de 270 000 m2. Il y a environ 330 magasins et 4 500 employés. SCS offre 10 000 places de parking et accueille des personnes des pays de l'Europe de l'Est comme la Hongrie, Slovaquie, Slovénie. En 2004, SCS a reçu environ 25 millions de clients.

## Culture
La vieille ville bien conservée et revitalisée et est protégée par la Convention de la Haye. L'hôtel de ville est titulaire de l'état civil. En raison de son environnement joli, beaucoup de couples choisissent de se marier ici. Schrannenplatz et Kaiserin-Elisabeth-Strasse sont piétonnes, à la date très présise de 1976, la première fois qu'un 'Bundesstraße"avait été déclaré une zone piétonne.
À proximité se trouve la réserve naturelle de Eichkogel, avec une flore rare, comme "Knollen-Brandkraut' (Phlomis tuberosa) et d'autres, sur « Halbtrockenrasen ». Parmi les roches dans le Klausen rares une usines se développent, comme la 'Mödlinger Federnelke' (Dianthus plumarius subsp. neilreichii), qui a été découvert plus tard que le milieu du XIXe siècle par le botaniste Auguste Neilreich, ou le "Deutsche Alant' (Inula germanica).

## Jumelages
Mödling est jumelée avec 11 villes :
- Esch-sur-Alzette (Luxembourg) depuis 1956
- Offenbach am Main (Allemagne) depuis 1956
- Puteaux (France) depuis 1956
- Zemun (Serbie) depuis 1956
- Velletri (Italie) depuis 1957
- Kőszeg (Hongrie) depuis 1989
- Vsetín (Tchéquie) depuis 2004
- Obsor (Bulgarie) depuis 2011
- Zottegem (Belgique) depuis 2007
- Dirmstein (Allemagne) depuis 1971
- Saint-Gilles (Bruxelles) (Belgique)

## Personnalités liées à la ville
- Maria von Schmedes (1917-2003), chanteuse autrichienne née à Mödling.
- Anna Sporrer (1962-), ministre de la justice.